# Kylin Hill
Kylin Jatavian Hill (Columbus, 18 agosto 1998) è un giocatore di football americano statunitense che milita nel ruolo di running back per i Green Bay Packers della National Football League (NFL).

## Carriera

### Green Bay Packers
Hill al college giocò a football a Mississippi State. Fu scelto nel corso del settimo giro (256º assoluto) del Draft NFL 2021 dai Green Bay Packers. Nella sua stagione da rookie disputò 8 partite, nessuna delle quali come titolare, correndo 24 yard.